# Nodo four-in-hand

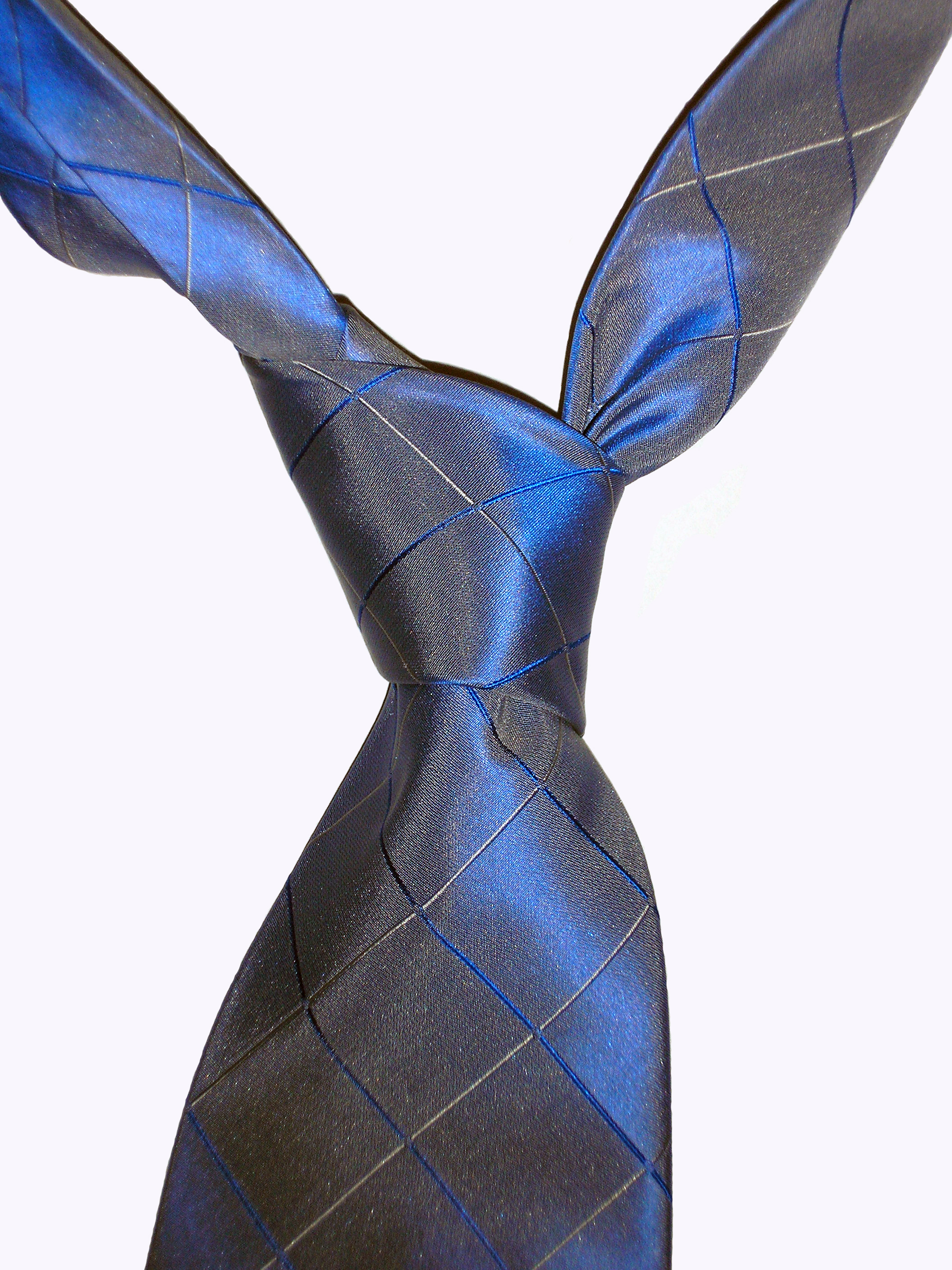
Un nodo four-in-hand.

Il nodo four-in-hand (detto anche nodo tiro a quattro) è un metodo per annodare la cravatta. Per via della sua semplicità è il più diffuso al mondo. L'origine del nome è incerta; alcune fonti sostengono che il nome derivi dalla carrozza a quattro cavalli, poiché il nodo della cravatta assomiglia al nodo utilizzato sulle redini dal conducente per tenere in mano i quattro cavalli. Un'altra ipotesi è che il nome provenga da un club di Londra, il Four-in-Hand Club, i cui membri avrebbero diffuso questo specifico modo di annodare la cravatta.
Per le uniformi dell'esercito degli Stati Uniti e le uniformi della marina degli Stati Uniti che includono una cravatta, il nodo a quattro mani è una delle tre opzioni consentite per annodare la cravatta, le altre due sono il mezzo Windsor e il Windsor.
Secondo alcuni autori, il nodo four-in-hand è, per via della sua semplicità e per la sua caratteristica asimmetria, l'unico nodo che andrebbe utilizzato.